# Amazig estándar marroquí
Amazig estándar marroquí (Tamaziɣt n Lmeɣrib; en alfabeto tifinag, ⵜⴰⵎⴰⵣⵉⵖⵜ ⵏ ⵍⵎⵖⵔⵉⴱ) es el nombre oficial de una lengua estandarizada basado en las lenguas bereberes del Reino de Marruecos, donde es una de las tres lenguas oficiales desde la Constitución de 2011, junto con el árabe y el francés. 
Fue desarrollada por el Real Instituto de la Cultura Amazig (IRCAM)  y está escrito en neotifinag.